# Żelechów
Żelechów [želechuf] je město ve východním Polsku v Mazovském vojvodství v okrese Garwolin, ležící mezi Varšavou (85 km) a Lublinem (85 km). V roce 2022 zde žilo 3 886 obyvatel. 

## Historie
První zmínka pochází z roku 1282. Městská práva získal Żelechów roku 1447.